# Palma (Minas Gerais)
Palma é um município brasileiro do estado de Minas Gerais. Sua população recenseada em 2022 era de 5 707 habitantes.

## História
O povoamento iniciou-se num local que servia de pouso de tropas onde foi construída uma capela consagrada a São Francisco de Assis. Em 1864, o povoado tornou-se distrito com o nome de São Francisco de Assis do Capivara. Em 23 de dezembro de 1890 emancipou-se e em 1892 passou a chamar-se Palma.

### Símbolos
A bandeira do município é constituída em um Brasão com 2 palmeiras que é a árvore símbolo da cidade um pé de milho, um pé de cana, uma inscrição dizendo ´´1864 Palma 1890`` um berrante, uma coroa e uma cruz. Esse brasão fica dentro de um losango branco como o da Bandeira do Brasil, num fundo verde com 1 linha vertical e outra horizontal (vermelhas e brancas).

## Geografia
O município localiza-se na Mesorregião da Zona da Mata mineira, junto à divisa com o estado do Rio de Janeiro. Localiza-se a uma latitude 21º22'30" sul e a uma longitude 42º18'51" oeste. Possui uma área de 317,983 km². O município é composto por três distritos: Palma (sede municipal), Cisneiros e Itapiruçu. A sede dista por rodovia 368 km da capital Belo Horizonte.
No distrito de Cisneiros, o município de Palma se situa em uma área de entroncamento ferroviário entre o Ramal de Paraoquena (por onde passa pelo distrito de Itapiruçu até Paraoquena, distrito de Santo Antônio de Pádua) e uma pequena variante que se interliga com o trecho inicial da Linha de Manhuaçu (ligando Palma ao município de Recreio), ambos pertencentes à antiga Estrada de Ferro Leopoldina. Desde 1996, as linhas férreas que cortam o distrito estão concedidas à Ferrovia Centro-Atlântica para o transporte de cargas. O trecho original da Linha de Manhuaçu, por onde cortava-se todo o município de Palma, ligando-o às cidades de Carangola e Manhuaçu, foi desativado e erradicado na década de 1970.

### Relevo, clima, hidrografia
A altitude da sede é de 160 m. O clima é do tipo tropical com chuvas durante o verão e temperatura média anual em torno de 23,5 °C, com variações entre 18 °C (média das mínimas) e 31 °C (média das máximas). (ALMG)
O município faz parte da bacia do rio Paraíba do Sul, sendo banhado pelo rio Pomba e pelo ribeirão da Capivara.

### Pontos extremos
Ao extremo norte: Serra do Chalé; ao extremo sul: Serra Pedra Bonita; ao extremo oeste: Serra do Serrote; ao extremo leste: Pico Azul da Ventania.